# Do-No-Harm-Ansatz
Do No Harm (dt. ‚Richte keinen Schaden an‘) ist ein Konzept für die konfliktsensible Planung und Durchführung von Hilfsmaßnahmen, insbesondere in Kriegs- oder Bürgerkriegsgebieten. Es wurde von der US-amerikanischen Wissenschaftlerin Mary B. Anderson entwickelt. Sie hatte festgestellt, dass Aktivitäten von Hilfsorganisationen in Bürgerkriegen oder gewaltsam ausgetragenen Konflikten sich in manchen Situationen nicht gewaltmindernd, sondern gewalteskalierend auswirkten. Ein wichtiger Faktor ist beispielsweise, wer von Hilfsgütern oder von Beschäftigungsmöglichkeiten bei Hilfsorganisationen profitiert bzw. wessen Stellung durch ihre Aktivitäten gestärkt oder geschwächt wird.
Eine zentrale Erkenntnis ist, dass in Gewaltkonflikten einige Beteiligte die Konfliktparteien weiter entzweien (dividers), andere versuchen, die Verbindung aufrechtzuerhalten bzw. das über den akuten Konflikt hinaus Verbindende zu sehen (connectors). Externe Akteure sollten daher darauf achten, dass sie die in eskalierten Konflikten besonders heikle Position der connectors stärken und nicht den dividers in die Hände spielen.
Ein wesentliches Element des Konzeptes ist es, geeignete Methoden zu finden bzw. zu entwickeln, um die – positiven oder negativen – Auswirkungen des eigenen Handelns (als Hilfsorganisation bzw. als externer Akteur) beurteilen zu können.
Manche Hilfsorganisationen beziehen sich explizit auf den Do-No-Harm-Ansatz, zum Beispiel World Vision International oder die Welthungerhilfe.